# Apeadero de Canelas
El Apeadero de Canelas, igualmente conocido como Estación de Canelas, es una plataforma de la Línea del Norte, que sirve a las parroquias de Canelas, en el ayuntamiento de Estarreja, en Portugal.

## Características

### Localización y accesos
Se encuentra junto a la localidad de Canelas (Estarreja), teniendo acceso de transporte por la calle de la Estación.

### Servicios
Esta plataforma es utilizada por los servicios urbanos de la línea de Aveiro, de la red de convoyes urbanos de Porto de la operadora Comboios de Portugal.

## Historia
Previéndose, en marzo de 1902, la instalación de un apeadero, entre la Estación de Estarreja y el entonces Apeadero de Cacia; esta plataforma, que debía recibir la denominación de Canelas, debería ser dedicada al movimiento de pasajeros, sirviendo a la localidad de Salreu. En el mismo mes, fue aprobada la construcción, debiendo el apeadero estar en el kilómetro 283,300 de la línea del Norte; el edificio de pasajeros solo fue, no obstante, inaugurado en la década de 1940.
En 2003, estaba previsto, en el ámbito de un proyecto de remodelación de la línea del Norte, el cierre de este apeadero, junto con el de Salreu, para ser sustituidos por una única plataforma; esta solución, fue, no obstante, contestada por la alcaldía de Estarreja y por las poblaciones locales, por lo que la Red Ferroviaria Nacional decidió remodelar el Apeadero de Canelas y construir una nueva plataforma en Salreu. Las obras de remodelación en el apeadero de Canelas tuvieron lugar en 2007, habiéndose previsto su entrada en funcionamiento en diciembre de ese año; las principales alteraciones fueron la creación de un aparcamiento para vehículos ligeros y transportes colectivos, modificación de los muelle de pasajeros, instalación de un pasadizo superior peatonal, y la construcción de muros para delimitar las áreas ferroviarias.
En octubre de 2009, el antiguo edificio principal de este apeadero fue remodelado y cedido a la Cámara municipal de Estarreja, de modo que fuese aprovechado para fines culturales y ambientales; este proyecto, denominado como "Estación Viva", fue ejecutado por la empresa Ramalho Rosa Cobetar Sociedad de Construcciones, S. A.
En el año 2010, se notificó que en las proximidades de este apeadero se produjo el hurto de cerca de 60 metros de hilo de cobre, lo que produjo problemas en los sistemas de señalización.